# Rodrigo Riquelme Reche
Rodrigo Riquelme Reche (Madrid, 2 de abril de 2000), también conocido como Roro Riquelme, es un futbolista español que juega de centrocampista en el Real Betis Balompié de la Primera División de España.

## Trayectoria
Nacido en Madrid, se unió a las categorías inferiores del Atlético Madrid en 2010 a la edad de diez años. Hizo su debut con el filial del Club Atlético de Madrid el 16 de marzo de 2019, jugando los últimos cinco minutos de una derrota por 0-1 en la Segunda División B contra la S. D. Ponferradina.
En 2019 realizó la pretemporada con el primer equipo del Atlético de Madrid a las órdenes de Diego Simeone. El 1 de septiembre de ese mismo año debutó en Primera División frente a la S. D. Eibar en una victoria por tres goles a dos.
El 1 de octubre de 2020 fue cedido por el conjunto colchonero al AFC Bournemouth durante una temporada, guardándose una opción de compra el equipo inglés al final de la misma. Esta no se hizo efectiva y el 30 de agosto de 2021 el C. D. Mirandés logró su cesión. Disputó 39 encuentros en los que logró ocho goles, y la siguiente campaña volvió a ser prestado, esta vez al Girona F. C.En su paso por el Girona F. C., logró dar 4 asistencias y marcar 4 goles, uno a su equipo Club Atlético de Madrid.
Después de su paso por el Girona F. C., regresó al Club Atlético de Madrid para la temporada 2023-24 y logró marcar su primer gol de la temporada contra el Osasuna en la victoria por 0-2. Entró de cambio en el partido de Liga de Campeones de la UEFA en el cual vencieron al Feyenoord con un marcador de 3-2.
El 4 de julio de 2025 abandonó definitivamente el Atlético de Madrid después de ser traspasado al Real Betis Balompié, equipo con el que firmó por cinco años.

## Selección nacional
El 16 de noviembre de 2023 hizo su debut con la selección de España en un partido ante Chipre después de sustituir a Mikel Oyarzabal en el tramo final de la primera parte.

## Estadísticas

### Clubes
Actualizado al último partido disputado el 19 de abril de 2025.
| Club | Div.          | Temporada     | Liga  | Liga  | Liga   | Copas nacionales(1) | Copas nacionales(1) | Copas nacionales(1) | Copas internacionales(2) | Copas internacionales(2) | Copas internacionales(2) | Total | Total | Total  |
| Club | Div.          | Temporada     | Part. | Goles | Asist. | Part.               | Goles               | Asist.              | Part.                    | Goles                    | Asist.                   | Part. | Goles | Asist. |
| --- | ------------- | ------------- | ----- | ----- | ------ | ------------------- | ------------------- | ------------------- | ------------------------ | ------------------------ | ------------------------ | ----- | ----- | ------ |
| Atlético de Madrid "B" · España                                                                                               | 2.ª B         | 2018-19       | 1     | 0     | 0      | —                   | —                   | —                   | —                        | —                        | —                        | 1     | 0     | 0      |
| Atlético de Madrid "B" · España                                                                                               | 2.ª B         | 2019-20       | 22    | 5     | 1      | —                   | —                   | —                   | —                        | —                        | —                        | 22    | 5     | 1      |
| Atlético de Madrid "B" · España                                                                                               | Total club    | Total club    | 23    | 5     | 1      | 0                   | 0                   | 0                   | 0                        | 0                        | 0                        | 23    | 5     | 1      |
| Atlético de Madrid · España                                                                                                   | 1.ª           | 2019-20       | 1     | 0     | 0      | 1                   | 0                   | 0                   | 0                        | 0                        | 0                        | 2     | 0     | 0      |
| AFC Bournemouth Inglaterra | 2.ª           | 2020-21       | 16    | 1     | 0      | 3                   | 1                   | 0                   | —                        | —                        | —                        | 19    | 2     | 0      |
| AFC Bournemouth Inglaterra | Total club    | Total club    | 16    | 1     | 0      | 3                   | 1                   | 0                   | 0                        | 0                        | 0                        | 19    | 2     | 0      |
| C. D. Mirandés · España | 2.ª           | 2021-22       | 36    | 7     | 12     | 3                   | 1                   | 0                   | —                        | —                        | —                        | 39    | 8     | 12     |
| C. D. Mirandés · España | Total club    | Total club    | 36    | 7     | 12     | 3                   | 1                   | 0                   | 0                        | 0                        | 0                        | 39    | 8     | 12     |
| Girona F. C. · España | 1.ª           | 2022-23       | 34    | 4     | 4      | 1                   | 1                   | 0                   | —                        | —                        | —                        | 35    | 5     | 4      |
| Girona F. C. · España | Total club    | Total club    | 34    | 4     | 4      | 1                   | 1                   | 0                   | 0                        | 0                        | 0                        | 35    | 5     | 4      |
| Atlético de Madrid · España                                                                                                   | 1.ª           | 2023-24       | 34    | 3     | 5      | 5                   | 1                   | 0                   | 8                        | 0                        | 0                        | 47    | 4     | 5      |
| Atlético de Madrid · España                                                                                                   | 1.ª           | 2024-25       | 16    | 0     | 1      | 5                   | 1                   | 0                   | 5                        | 0                        | 0                        | 26    | 1     | 1      |
| Atlético de Madrid · España                                                                                                   | Total club    | Total club    | 51    | 3     | 6      | 11                  | 2                   | 0                   | 13                       | 0                        | 0                        | 75    | 5     | 6      |
| Real Betis · España | 1.ª           | 2025-26       | 0     | 0     | 0      | 0                   | 0                   | 0                   | 0                        | 0                        | 0                        | 0     | 0     | 0      |
| Real Betis · España | Total club    | Total club    | 0     | 0     | 0      | 0                   | 0                   | 0                   | 0                        | 0                        | 0                        | 0     | 0     | 0      |
| Total carrera | Total carrera | Total carrera | 160   | 20    | 23     | 18                  | 5                   | 0                   | 13                       | 0                        | 0                        | 191   | 25    | 23     |
| (1) Incluye datos de la Copa del Rey y FA Cup. (2) Incluye datos de la Liga de Campeones de la UEFA y Liga Europa de la UEFA. |               |               |       |       |        |                     |                     |                     |                          |                          |                          |       |       |        |